# Scopula convictorata
Scopula convictorata är en fjärilsart som beskrevs av Pieter Cornelius Tobias Snellen 1874. Scopula convictorata ingår i släktet Scopula och familjen mätare. Inga underarter finns listade.